# Astiphromma punctatum
Astiphromma punctatum är en stekelart som beskrevs av Tohru Uchida 1933. Astiphromma punctatum ingår i släktet Astiphromma och familjen brokparasitsteklar. Inga underarter finns listade.